# Veïnat de l’Estació
Veïnat de l'Estació – miejscowość w Hiszpanii, w Katalonii, w prowincji Girona, w comarce Gironès, w gminie Llambilles.
Według danych INE z 2005 roku miejscowość zamieszkiwało 107 osób.